# Niphargus valachicus
Niphargus valachicus је животињска врста класе Crustacea која припада реду Amphipoda и фамилији Niphargidae.

## Угроженост
Ова врста се сматра рањивом у погледу угрожености врсте од изумирања.

## Распрострањење
Врста има станиште у Бугарској, Мађарској, Румунији, Словачкој, Словенији, Србији, Турској, Хрватској и Црној Гори.

## Станиште
Станиште врсте су слатководна подручја.